# Qualidade do ar interior

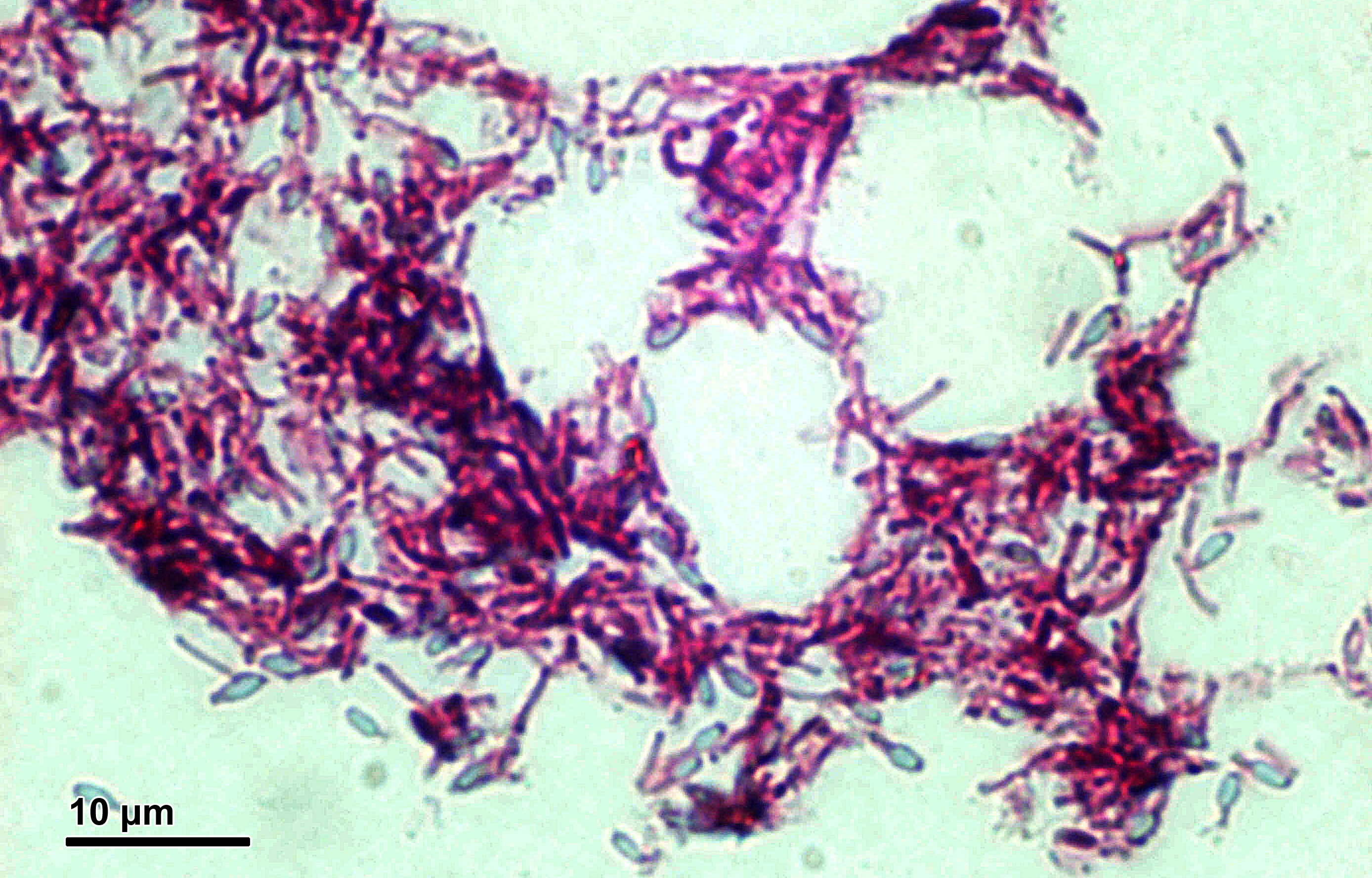
Qualidade do ar

A qualidade do ar interior (QAI) refere-se à qualidade do ar no interior e exterior dos edifícios e estruturas, especialmente no que se refere à saúde e conforto dos ocupantes edifício. Debruça-se não só na componente química da composição do ar, mas igualmente na sua composição bacteriológica.